# Laneuveville-devant-Nancy
Laneuveville-devant-Nancy és un municipi francès situat al departament de Meurthe i Mosel·la i a la regió del Gran Est. L'any 2007 tenia 5.903 habitants.

## Demografia

### Població
El 2007 la població de fet de Laneuveville-devant-Nancy era de 5.903 persones. Hi havia 2.300 famílies, de les quals 587 eren unipersonals (205 homes vivint sols i 382 dones vivint soles), 609 parelles sense fills, 896 parelles amb fills i 208 famílies monoparentals amb fills.
La població ha evolucionat segons el següent gràfic:
Habitants censats

### Habitatges
El 2007 hi havia 2.484 habitatges, 2.323 eren l'habitatge principal de la família, 11 eren segones residències i 150 estaven desocupats. 1.692 eren cases i 782 eren apartaments. Dels 2.323 habitatges principals, 1.463 estaven ocupats pels seus propietaris, 830 estaven llogats i ocupats pels llogaters i 30 estaven cedits a títol gratuït; 34 tenien una cambra, 121 en tenien dues, 402 en tenien tres, 679 en tenien quatre i 1.086 en tenien cinc o més. 1.662 habitatges disposaven pel capbaix d'una plaça de pàrquing. A 1.054 habitatges hi havia un automòbil i a 932 n'hi havia dos o més.

### Piràmide de població
La piràmide de població per edats i sexe el 2009 era:
| Homes | Edats   | Dones |
| ----- | ------- | ----- |
| 0     | 95 o +  | 4     |
| 8     | 90 a 94 | 8     |
| 28    | 85 a 89 | 56    |
| 44    | 80 a 84 | 44    |
| 64    | 75 a 79 | 136   |
| 100   | 70 a 74 | 128   |
| 117   | 65 a 69 | 192   |
| 108   | 60 a 64 | 113   |
| 84    | 55 a 59 | 100   |
| 172   | 50 a 54 | 168   |
| 176   | 45 a 49 | 180   |
| 172   | 40 a 44 | 172   |
| 240   | 35 a 39 | 236   |
| 176   | 30 a 34 | 164   |
| 124   | 25 a 29 | 144   |
| 148   | 20 a 24 | 124   |
| 184   | 15 a 19 | 172   |
| 188   | 10 a 14 | 184   |
| 188   | 5 a 9   | 132   |
| 152   | 0 a 4   | 152   |

## Economia
El 2007 la població en edat de treballar era de 3.738 persones, 2.800 eren actives i 938 eren inactives. De les 2.800 persones actives 2.559 estaven ocupades (1.351 homes i 1.208 dones) i 241 estaven aturades (109 homes i 132 dones). De les 938 persones inactives 303 estaven jubilades, 406 estaven estudiant i 229 estaven classificades com a «altres inactius».

### Ingressos
El 2009 a Laneuveville-devant-Nancy hi havia 2.360 unitats fiscals que integraven 6.009 persones, la mediana anual d'ingressos fiscals per persona era de 19.114 €.

### Activitats econòmiques
Dels 209 establiments que hi havia el 2007, 15 eren d'empreses extractives, 3 d'empreses alimentàries, 3 d'empreses de fabricació de material elèctric, 14 d'empreses de fabricació d'altres productes industrials, 44 d'empreses de construcció, 38 d'empreses de comerç i reparació d'automòbils, 15 d'empreses de transport, 11 d'empreses d'hostatgeria i restauració, 4 d'empreses d'informació i comunicació, 5 d'empreses financeres, 7 d'empreses immobiliàries, 18 d'empreses de serveis, 16 d'entitats de l'administració pública i 16 d'empreses classificades com a «altres activitats de serveis».
Dels 58 establiments de servei als particulars que hi havia el 2009, 1 era una oficina de correu, 6 tallers de reparació d'automòbils i de material agrícola, 1 taller d'inspecció tècnica de vehicles, 1 autoescola, 4 paletes, 6 guixaires pintors, 9 fusteries, 9 lampisteries, 3 electricistes, 4 empreses de construcció, 7 perruqueries, 5 restaurants i 2 salons de bellesa.
Dels 10 establiments comercials que hi havia el 2009, 1 era un hipermercat, 1 una gran superfície de material de bricolatge, 1 una botiga de més de 120 m², 3 fleques, 1 una peixateria, 1 una botiga de roba, 1 una sabateria i 1 una joieria.
L'any 2000 a Laneuveville-devant-Nancy hi havia 9 explotacions agrícoles.

## Equipaments sanitaris i escolars
Els 2 equipaments sanitaris que hi havia el 2009 eren farmàcies.
El 2009 hi havia 2 escoles maternals i 3 escoles elementals.

## Poblacions més properes
El següent diagrama mostra les poblacions més properes.